# 500 피프스 애비뉴
500 피프스 애비뉴(영어: 500 Fifth Avenue)는 뉴욕 맨해튼 웨스트 42번가에 있는 고층 빌딩이다. 높이는 총 212m로, 60층으로 되어 있다. Shreve Lamb & Harmon Associates에 의해 아르 데코 형식 설계되어 1931년에 준공하였다. 월터 J. 새먼 시니어에 의해 건설되었으며, 브라이언트 파크와 인접하다. 이 건물 옆에는 같은 새먼 시니어에 의해 지어진 새먼 타워 빌딩이 있다.